# Asamblea Canaria
Asamblea Canaria (AC) era un partido político nacionalista canario y de izquierda.
Nace en 1982 a partir de la Federación Autogestionaria de Asociaciones de Vecinos de Gran Canaria (Asamblea de Vecinos) y en su programa político se definía como fuerza política nacionalista que tiene como objetivo la construcción de un socialismo autogestionario. En las elecciones de octubre de 1982 forma junto al Partido Comunista de Canarias-Partido Comunista de España la coalición Asamblea Canaria-Coordinadora Canaria, con resultados electorales bastante discretos. En las elecciones de 1983 concurre en solitario en Telde y Santa Lucía de Tirajana, consiguiendo la alcaldía de esos dos municipios (en donde ya se había presentado como Asamblea de Vecinos en elecciones anteriores), y en el resto de municipios, así como al cabildo y al Parlamento de Canarias se presentaría en coalición con Unión del Pueblo Canario (UPC). En 1986, forma junto con Izquierda Nacionalista Canaria (INC) la coalición AC-INC, fusionándose finalmente en 1987 en el partido político Asamblea Canaria Nacionalista.
La mayoría de sus afiliados se integró en Izquierda Unida Canaria o en Nueva Canarias.

## Resultados electorales

### Elecciones al Parlamento de Canarias
| Elecciones y fecha | Votos       | %    | Diputados | Gobierno  |
| ------------------ | ----------- | ---- | --------- | --------- |
| 1983a              | 46.945 (#3) | 8,48 | 2/60      | Oposición |
| 1987b              | 46.229 (#5) | 6,96 | 2/60      | Oposición |

a En coalición con UPC.
b En coalición con INC.

### Elecciones generales
| Elecciones y fecha | Votos       | %    | Diputados |
| ------------------ | ----------- | ---- | --------- |
| 1982               | 18.757 (#7) | 2,87 | 0/13      |
| 1986               | 36.892 (#5) | 5,52 | 0/13      |

- Datos: Q8206150